# 増子倭文江
増子 倭文江（ますこ しずえ、1955年2月28日 - ）は日本の女優、声優である。栃木県宇都宮市出身。所属事務所はUAM株式会社。
栃木県立宇都宮中央女子高等学校卒業。血液型はO型、身長162cm、体重50kgである。趣味は料理である。特技は、ジャズダンス/水泳/イラストである。

## 出演

### 舞台
青年座公演
- こんにゃくの花 - 倉本治代 役
- 妻と社長と九ちゃん - 春日佐和子 役
- 空 - 宇部かなこ 役
- お茶をすすって - 倉本治代 役
- ハロルドとモード - チェイスン夫人 役
- 新版四谷怪談 - お岩 役

その他
- 10ヶ月〜The last 10 months〜 - ホリプロ、俳優座
- 闇に咲く花 - こまつ座、遠藤繁子 役
- 紫式部物語 - 赤染衛門 役
- 四谷怪談
- 写楽考
- MOTHER
- とかげ - 青年座、ヤマシロトモエ 役
- ヒストリーボーイズ - CEDAR、リントット 役[3]
- ザ・ヒューマンズ-人間たち - ディアドラ 役[4]
- フロイス -その死、書き残さず- - こまつ座[5]

### テレビドラマ

#### NHK
- 大河ドラマ（NHK）
  - 黄金の日日（1978年） - しの 役  ※増子志津江
    - 第26話『プェルト・デル・ハポン』、第28話『起死回生』
- 櫂（1999年 NHK BS）
- 慶次郎縁側日記 第1シリーズ（2004年）
- ドリーム
- 雪之丞変化（2008年） ‐ 藤川 役
- リミット-刑事の現場2（2009年）
- 御鑓拝借〜酔いどれ小籐次留書〜（2013年）
- ある日、アヒルバス（2015年） - 小林 役
- 忠臣蔵の恋〜四十八人目の忠臣〜（2016年） - 滝岡 役
- ぬけまいる（2018年） - 須磨 役
- 少年寅次郎（2019年） - おしづ 役
- 正直不動産 Season2（2024年） - 松井恵美 役
- まぐだら屋のマリア（2025年） -  宮前登紀子 役[6]

#### 日本テレビ
- 刑事物語'85 第3話
- 同窓会（1993年）
- ライオン先生（2003年） - 戸島寛子 役
- リセット (漫画)（2009年） - 芦沢和子 役
- 火曜サスペンス劇場
  - 「犯罪心理分析官」
  - 「臨床心理士」 第3作『母の血色のルビーが招いた密室殺人』（2001年） - 加寿子 役
  - 「だます女だまされる女4」（2002年） - 高橋芳江 役

#### TBS
- 野々村病院物語Ⅱ（1982 ‐ 1983年） - 泊洋子 役
- 外科医 城戸修平 第2話
- 温泉へ行こうSP [7]
- 桜咲くまで（2004年） - 友人・律子 役
- 渡る世間は鬼ばかり
- 結婚式へ行こう!（2006年） - 桐島美代子 役
- 浅見光彦〜最終章〜（2009年） ‐ 大戸世志子 役
- SAKURA〜事件を聞く女〜（2014年） - 間山雅美 役
- 月曜ドラマスペシャル→月曜ミステリー劇場→月曜ゴールデン
  - 演歌・唱太郎の人情事件日誌3
  - 浅見光彦シリーズ
    - 浅見光彦シリーズ19「長崎殺人事件」（2004年） - 荒井栄子 役
    - 浅見光彦シリーズ25「姫島殺人事件」（2008年） - 属佳那子 役

  - 税務調査官・窓際太郎の事件簿14（2006年） - 岩田妙子 役
  - ヤメ判 新堂謙介 殺しの事件簿3（2014年） - 杉田美和 役
  - ヤメ刑探偵 加賀美塔子3「歪んだ動機」（2015年9月7日） - 長谷川栄子 役

#### フジテレビ
- 花嫁衣裳は誰が着る（1986年）
- 太陽は沈まない
- タブロイド (テレビドラマ)（1998年） - 鈴木優太の母 役
- 幸福の明日（2000年） - 林竹子 役
- 真珠夫人（2002年） - 蔵原キク 役
- アテンションプリーズ 第10話
- 永遠の君へ（2004年） ‐ 小笠原洋子 役
- ほんとにあった怖い話 「最後の買い物」（2004年） - 牧山安江 役
- 空から降る一億の星 第9-10話
- リング〜最終章〜 第9話
- おふくろシリーズ13
- 愛しき者へ（2003年） - 佐伯輝子 役
- おいしい関係
- Dr.コトー診療所（2006年） ‐ 原和子 役
- 偽りの花園（2006年） ‐  矢作杉枝 役
- 金色の翼（2007年） ‐ 杉浦栄子 役
- 癒し屋キリコの約束（2015年） - 圭子・バローネ 役
- 潔癖クンの殺人ファイル3（2017年） - 須崎雪江 役
- いつかこの雨がやむ日まで（2018年） - 近藤美佐江 役
- その女、ジルバ（2021年） - 笛吹美也子 役
- 金曜エンタテイメント
  - 「夏樹静子ミステリー アリバイの彼方に3」（2004年） - 村島育代 役
  - 「名司会者・寿鶴子 殺人スピーチ1」（2005年） - 鈴木雪江 役
- 金曜プレステージ
  - 「検事・霞夕子2」（2011年） - 鈴木貴子 役

#### テレビ朝日
- 特捜最前線 第248話 - リシア店員夫婦役(大矢梨津子名義)
- はぐれ刑事純情派 第12シリーズ（1999年） - 木島道代 役
- 南くんの恋人
- にんげんだもの-相田みつを物語-
- 菊次郎とさき
- みちのく紅花街道殺人事件! - 夫の帰りをひたすら待つ女に忍び寄る逃亡犯
- ガラスの仮面（1997年） - 福田松江 役
- 若妻殺し
- 松本清張・最終章 わるいやつら 第6話（2007年2月23日） - 旅館の女将 役
- 遺産争族（2015年） - 太田順子 役
- 白日の鴉 第1作（2018年） - 看護師長
- リーガルV〜元弁護士・小鳥遊翔子〜（2018年） - 米田梅 役
- 土曜ワイド劇場
  - 「ぽっかや診療所事件カルテ」（2001 ‐ 2007年） ‐ 稲村さつき 役（#1）/稲田さつき 役
  - 「私は代行屋!2」（2013年） ‐ 本間恵美 役
  - 「100の資格を持つ女7」（2013年） - 平井加奈子 役

#### テレビ東京
- 女と愛とミステリー 多摩南署たたき上げ刑事・近松丙吉2
- 水曜ミステリー9 西村京太郎サスペンス トラベルライター青木亜木子
- バースデイ〜こちら椿産婦人科〜（1999年） - 元村千賀子 役
- 僕らプレイボーイズ 熟年探偵社（2015年） - 佐藤友恵 役
- 神様のカルテ 第二夜・第三夜（2021年） - 進藤せつ 役
- 孤独のグルメ特別編 それぞれの孤独のグルメ 第3話（2024年） - 京城園・女将 役

#### Dlife
- 東京ガードセンター 第6話（2014年）

### CM
- TBC
- NOVA
- JA共済
- ジョンソン&ジョンソン - 2weekアキュビュー
- P&G - ファブリーズ

### 声優
- ユニバーサル・ソルジャー/ザ・リターン - エリン 役
- 冬のソナタ - イ・ギョンヒ 役
- 宮廷女官チャングムの誓い（パク・ミョンイ）
- ニコラスの贈りもの - アンナ（アニタ・ザガリア）役 ※テレビ版
- ロスト・イン・トランスレーション
- サバイビング・クリスマス
- アナザー・ライフ〜天国からの3日間〜 - エドウィナ・ルイス（ミシェル・フィリップス） 役
- エミリー・ローズ
- 僕の、世界の中心は、君だ。 - 「世界の中心で、愛をさけぶ」の韓国リメイク版（邦題）。主人公の青年の母親 役
- ジャスミン - 母親 役
- ごめん、愛してる
- プライドと偏見 - ベネット夫人（ブレンダ・ブレッシン） 役
- クリミナル・マインド3 FBI行動分析課 第5話 - スーザン 役
- トレマーズ2 - ケイト・ライリー（ヘレン・シェイヴァー） 役
- ER XI 緊急救命室 第231話 - マロリー（ハイジ・モクリツキ） 役
- ER XIII 緊急救命室 第290話 - カルダー（サラ・ボッツフォード） 役
- 名探偵ポワロ 鳩のなかの猫 - チャドウィック 役
- 殺人の足跡 マーダーランド - レイチェル（ロレイン・アッシュボーン） 役
- ザ・ファイター - アリス・ウォード（メリッサ・レオ） 役
- パスタ〜恋が出来るまで〜
- ヴェロシティ・ラン
- デスパレートな妻たち7 - ドクター・メアリー・ワグナー（ナンシー・トラヴィス） 役
- 裏切りのサーカス - コリー・サックス（キャシー・バーク） 役
- キャプテン・フィリップス - アンドレア・フィリップス（キャサリン・キーナー） 役[8]
- アンフォゲッタブル4 完全記憶捜査 - サンドラ・ルッソ（キャシー・ナジミー） 役
- ヒトラー 〜最期の12日間〜 - エヴァ・ブラウン（ユリアーネ・ケーラー）役[9]）

### ラジオドラマ
- FMシアター（NHK-FM）
  - アマンドラ（2005年9月17日）
  - となり町戦争（2005年12月3日）
  - わたくし、今、恋をしております（2018年3月24日）[10]
- 青春アドベンチャー（NHK-FM）
  - 「5つの贈りもの」1話（2005年12月12日）
  - 「夜露姫」（2018年6月4日 - 15日）[11]
  - 『ディス・イズ・ザ・デイ』（2019年7月1日 - 5日）
    - 龍宮の友達（2019年7月3日）[12]

### 映画
- お終活 熟春!人生、百年時代の過ごし方（2021年公開、イオンエンターテイメント） - 信子 役
  - お終活 再春!人生ラプソディ（2024年公開、イオンエンターテイメント）[13]